# Ёлкин, Василий Дмитриевич
Василий Дмитриевич Ёлкин (1918—2001) — полковник Советской Армии, участник Великой Отечественной войны, Герой Советского Союза (1943).

## Биография

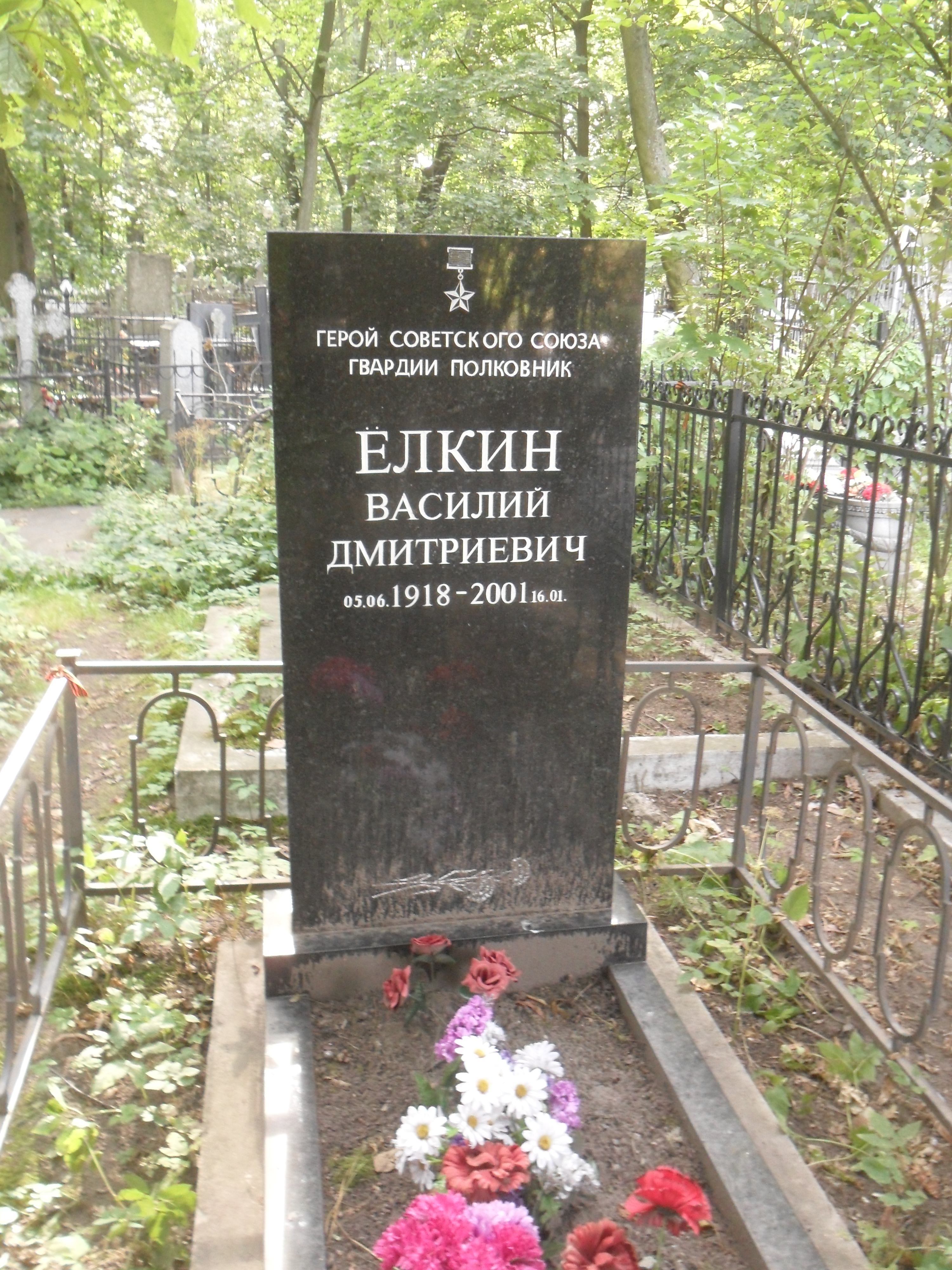
Могила Ёлкина на Красненьком кладбище Санкт-Петербурга.

Василий Ёлкин родился 5 июня 1918 года в селе Локно (ныне — Знаменский район Орловской области). С 1930 года проживал в городе Енакиево Донецкой области Украинской ССР. После окончания техникума связи работал техником-связистом. В 1938 году Ёлкин был призван на службу в Рабоче-крестьянскую Красную Армию. Участвовал в советско-финской войне. С сентября 1941 года — на фронтах Великой Отечественной войны. В 1942 году окончил Сумское артиллерийское училище. Принимал участие в боях на Западном, Воронежском и 1-м Украинском фронтах. Участвовал в боях подо Ржевом, Курской битве. Был ранен. К сентябрю 1943 года капитан Василий Ёлкин командовал батареей 869-го истребительно-противотанкового артиллерийского полка 52-й армии Воронежского фронта. Отличился во время освобождения Полтавской области.
22 сентября 1943 года батарея Ёлкина успешно отразила вражескую контратаку в районе села Бригадировка (ныне — Калиновка Семёновского района), подбив 4 танка и 3 штурмовых орудия. В дальнейшем батарея принимала участие в битве за Днепр.
Указом Президиума Верховного Совета СССР от 24 декабря 1943 года за «образцовое выполнение боевых заданий командования на фронте борьбы с немецкими захватчиками и проявленные при этом мужество и героизм» капитан Василий Ёлкин был удостоен высокого звания Героя Советского Союза с вручением ордена Ленина и медали «Золотая Звезда» за номером 2612.
После окончания войны Ёлкин продолжил службу в Советской Армии. В 1945 году он окончил Высшую офицерскую артиллерийскую школу, в 1958 году — Военную командную академию противовоздушной обороны. В 1961 году в звании полковника Ёлкин был уволен в запас. Проживал в Ленинграде, преподавал на военной кафедре института связи. Скончался 16 января 2001 года, похоронен на Красненьком кладбище Санкт-Петербурга.
Был также награждён орденами Александра Невского, Отечественной войны 1-й и 2-й степеней, двумя орденами Красной Звезды, рядом медалей.
Стела в память о Ёлкине установлена на аллее Героев в Енакиево.